# Port lotniczy Mary
Port lotniczy Mary (IATA: MYP, ICAO: UTAM) – port lotniczy położony 6 kilometrów na północny wschód od centrum Mary. Jest drugim co do wielkości portem lotniczym w Turkmenistanie.

## Linie lotnicze i połączenia
- Turkmenistan Airlines (Aszchabad)